# Adolf Fredrik Book
Adolf Fredrik Book, född  12 maj 1841 i Uppsala församling, Uppsala län, död 21 februari 1920 i Norrtälje församling, Stockholms län, var en svensk cellist.

## Biografi
Adolf Fredrik Books far var musiker. Han själv anställdes den 1 augusti 1862 som cellist vid Kungliga hovkapellet i Stockholm.